# Onthophagus kirki
Onthophagus kirki là một loài bọ cánh cứng trong họ Bọ hung (Scarabaeidae).